# Kupinečki Kraljevec
Kupinečki Kraljevec (1900-ig Kraljevec) falu Zágráb közigazgatási területén Horvátországban, a főváros déli részén. Ma Zágráb Brezovica városnegyedéhez tartozik.

## Fekvése
Zágráb városközpontjától 21 km-re délnyugatra, a Vukomerići-dombság északnyugati szélén, az A1-es autópálya keleti oldalán fekszik.

## Története
A település már a középkorban is létezett, valószínűleg a nagy brezovica-okići birtok része volt. Az első katonai felmérés térképén „Kralievecz” néven található. Lipszky János 1808-ban Budán kiadott repertóriumában „Kralyevecz” néven szerepel. Nagy Lajos 1829-ben kiadott művében „Kralyevecz” néven 48 házzal és 416 katolikus lakossal találjuk.
1857-ben 666, 1910-ben 982 lakosa volt. Zágráb vármegye Szamobori járásához tartozott. 1941 és 1945 között a Független Horvát Állam része volt, majd a szocialista Jugoszlávia fennhatósága alá került. 1991-től a független Horvátország része. 1991-ben lakosságának 96%-a horvát nemzetiségű volt. 2011-ben 1957 lakosa volt.

## Népessége
| Lakosság változása | Lakosság változása | Lakosság változása | Lakosság változása | Lakosság változása | Lakosság változása | Lakosság változása | Lakosság változása | Lakosság változása | Lakosság változása | Lakosság változása | Lakosság változása | Lakosság változása | Lakosság változása | Lakosság változása | Lakosság változása |
| ------------------ | ------------------ | ------------------ | ------------------ | ------------------ | ------------------ | ------------------ | ------------------ | ------------------ | ------------------ | ------------------ | ------------------ | ------------------ | ------------------ | ------------------ | ------------------ |
| 1857               | 1869               | 1880               | 1890               | 1900               | 1910               | 1921               | 1931               | 1948               | 1953               | 1961               | 1971               | 1981               | 1991               | 2001               | 2011               |
| 666                | 694                | 718                | 869                | 954                | 982                | 961                | 1.115              | 1.009              | 1.037              | 1.023              | 1.047              | 1.136              | 1.305              | 1.718              | 1.957              |

## Nevezetességei
Keresztelő Szent János tiszteletére szentelt római katolikus kápolnája a kupineci plébánia filiája. A kápolna 1903-ban épült, 20 méter hosszú és 8 méter széles. A helyi temetőben található. A főoltáron egy nagy feszület áll Keresztelő Szent János és Szent Rókus szobraival, aki szintén nagy tiszteletnek örvend a faluban.
Védett kulturális emlék a kovácsoltvas kereszt Krisztus szobrával, az alsó részén angyalokkal. Posztamense faragott kő, melynek talapzatára a „U slavu Boga! podigoše temeljni kamen i ogradu za zaštitu svog gospodarstva selo Ašperger 1907.” feliratot vésték. A közelében álló kis kápolna faragott talapzatán a következő felirat áll: „SVETOJ OBITELJI ZAVJETUJE SE SELO AŠPERGERI 1907.”  A felső részen egy stilizált templom boltíve alatt a Szent Család szobrai láthatók. A talapzat faragott kőből, a boltívet alkotó oszlopok fehér márványból készültek, a szobrokat öntötték és festették.
Védett épület a Lončar család Potočka utca 4. szám alatti fa lakóháza. Földszintes, téglalap alaprajzú, háromszobás épület, kiugró, zárt bejárati tornáccal. Részben megmaradt az 1935 körül épült hagyományos udvar a nyári konyhával, a kenyérsütő kemencével, egy fabódéval és a kúttal. A falazott alapozású ház vízszintesen egymásra rakott, fűrészelt fagerendákból épült. A déli rész 1908-ban épült kétszobás épületként, házzal és konyhával. 1934-ben épült hozzá a hátsó rész, a bejárati gang és az előtér. A tető csonka kontytető.
Védett épület a Hobolić család Kraljevečki Brijegi 174. szám alatti háza. A lakóház 1924-ben, a kamra és a pajta 1893-ban épült. A ház téglalap alaprajzú, háromszobás. A bejárat egy nagyobb kiálló, zárt és fedett tornácon keresztül vezet. Az északi szoba alatt pince található, fedett külső bejárattal. A ház vízszintesen egymásra rakott, fűrészelt fagerendákból épült. A tető csonka kontytető. A gazdasági épület fából épült, téglalap alapokon, többterű belsővel, süllyesztett tornáccal, máig megőrzött autentikus részletekkel.
Védett az Ašpergeri 205. szám alatti ház is. A gazdasági rész kunyhóból, borospincéből, csűrből és szénapadlásból, valamint kenyérsütő kemencével ellátott éléskamrából áll. A fa lakóház 1904-ben épült. Elnyújtott téglalap alaprajzú, keskenyebb oromzatú épület, út felé néző homlokzattal. Vízszintesen egymásra rakott tölgyfa deszkákból épült, melyek kívülről meszelve vannak. A tető oromzatos, csonka kontytető. Az udvar homlokzaton keskeny, fedett veranda húzódik. A ház háromszobás: az előtérből a nagyobb szobába, a kisebb szobába és a konyhába lehet bejutni.
A Kraljevečki Brijegi 170. szám alatti ház egy 1825-ben hagyományos módon épült földszintes faház. Az építés éve a mennyezeti gerendába van bevésve. Téglalap alaprajzú, nyeregtetős, cseréppel fedett épület. Vízszintesen egymásra rakott tölgyfa deszkákból épült. A belső tér három részre oszlik. Középen található a konyha, innen nyílik a nagyszoba. A kisebb kamrába az előszobából jutunk be. A padló minden helyiségben döngölt föld. Megmaradt az eredeti ácsmunka. Az épületet ma gazdasági célokra használják.
A Matički 25. szám alatti földszintes ház 1908-ban épült. Téglalap alaprajzú épület, hosszabbik oldala az út felé néz. Vízszintesen egymásra rakott tölgyfa deszkákból készült, kívülről meszelve. Egy fejlettebb földszintes háztípushoz tartozik, három helyiséggel, egy konyhával és két szobával, melyek az előszobából nyílnak. A bejáratnál nyitott fa tornácot építettek. Az épület egy része alatt pince található, melybe a déli, udvari oldalon egy nyíláson keresztül lehet bejutni. Megmaradtak az eredeti asztalosmunkák, a faragott díszítésű ablakok és a redőnyök.

## Kultúra
A KUD Kupinečki Kraljevec kulturális és művészeti egyesülette 1986-ban alapították. Az egyesületen belül működik a „Kraljevečki guci” folklórcsoport, mely a régió hagyományos néptáncait, népzenéjét és népszokásait ápolja. Tagjai saját, hagyományos népviseleteket viselnek, amelyek közül néhány megvan már száz éves is. Viseletük nagyon színes és díszítésekben gazdag. Minden bizonnyal a Horvát Köztársaság egyik legszebb népviselete, amivel számos díjat nyertek el. Az egyesület rendezésében tartják meg minden évben az „Ivanje” nevű Szent Iván napi fesztivált.

## Oktatás
A település első iskolája 1877-ben nyílt meg. 1958-ig önálló intézményként működött, ekkor a brezovicai iskolához csatolták. A faluban ma a brezovicai általános iskola területi iskolája működik.

## Sport
SD Kupinečki Kraljevec sportegyesület

## Egyesületek
- DVD Kupinečki Kraljevec önkéntes tűzoltó egyesület
- LD „Fazan” Brezovica – Kupinečki Kraljevec vadásztársaság